# Bosana (stolica tytularna)
Bosana (łac. Diœcesis Bosanensis) – stolica historycznej diecezji w Cesarstwie Rzymskim (prowincja Arabia), współcześnie w Syrii. Jedynym wzmiankowanym biskupem tej diecezji jest Menas (VI w.). Od 1931 figuruje na liście katolickich diecezji tytularnych, od 1992 nie jest obsadzona.

## Biskupi tytularni
| Lp. | Biskup            | Od              | Do               |
| --- | ----------------- | --------------- | ---------------- |
| 1   | John Henry Tihen  | 6 stycznia 1931 | 14 stycznia 1940 |
| 2   | Vincentas Brizgys | 2 kwietnia 1940 | 23 kwietnia 1992 |